# 1055
1055 је била проста година.

## Догађаји
- Википедија:Непознат датум — Владавина арапске династије Абадида у Севиљи у данашњој Шпанији (од 1023. до 1091).
- Википедија:Непознат датум — Турци Селџуци освајају Багдад.

- Тостиг, Годвинов најстарији син, постао је војвода Нортумбрије.
- Победа словенског племенског савеза Љутића над Германима.
- Изабран нову папа Виктор II, по пореклу Немац (1055-1057).
- Смрт Хамфрија Гвискара, Робертовог брата. Роберт Гвискар је постао вођа свих Нормана на Сицилији.
- Царица Византије Теодора (981-1056), ћерка цара Константина VIII.
- Селџуци су победили државу Бујида и анектирали њену територију. Окупирали су Багдад (уз сагласност калифа) и приморали абасидског калифа Ал-Каима да додели Тогрул Бегу титулу султана. Селџуци су почели да прете Византији.
- Насељавање Половаца у степама Дњепра. Прва појава Половца на руским границама.
- Успешан поход кнеза Всеволода Јарославича против Торка.
- Под утицајем промењених природних услова (почетак сушног периода), Кипчаци су са делом Кимака, потискујући Огузе на запад, заузели земље од Сир Дарје и региона Аралског језера до река Итил (Волга) и Дон. Ове године су стигли до јужних граница Кијевске Русије, припојивши преостале Печењеге (Баџнаке) и Огузе (Торке) на њиховим бившим земљама, као и насељено аланско становништво Донског региона (Јаси).

## Смрти
- Баба Тахир
- Папа Бенедикт IX
- Братислав I, војвода Чешке

- Иларион Кијевски

- Лазар Галисијски

- Константин IX Мономах